# Vulcănești
Vulcanesti (en rumano: Vulcăneşti; en gagauzo: Valkaneş) es una comuna y ciudad de la unidad territorial autónoma de Gagaúzia, al sur de Moldavia. Vulcanesti es la tercera ciudad más grande de Gagaúzia y el principal asentamiento de la parte sur de la región. 

## Toponimia
El nombre del asentamiento en otros idiomas de importancia en el asentamiento también es Vulkaneshti (en ruso: Вулканешты; en ucraniano: Вулканешти). El nombre de la ciudad, según una antigua leyenda, proviene del nombre de un determinado volcán. La leyenda dice que aquí encontraron refugio algunos pastores armenios, escapando de sus enemigos. Aquí se establecieron los hermanos Volcán, Vetdu y Carabet, viviendo en la estepa salvaje. Pero después de un tiempo, el hermano mayor Volcán murió, y los que quedaron con vida decidieron ponerle nombre a estas tierras en su honor. 

## Geografía
Vulcanesti se sitúa unos 20 km al sur de Cahul y unos 10 km al oeste de Bolgrado.El área de la ciudad es el enclave sur de Gagaúzia rodeado por el distrito de Cahul de Moldavia y el óblast de Odesa (Ucrania). 

## Historia
La primera constancia documental de la ciudad data del año 1605. El 21 de julio de 1770 tuvo lugar cerca la batalla de Cahul, en la que las tropas rusas bajo el mando de Petro Rumiantsev obtuvieron una victoria sobre las tropas otomanas y de la horda local. 
Hasta 1940, Vulcanesti era un pueblo sencillo y formó parte del reino de Rumania hasta el ultimátum de la URSS. Pero ese año se convirtió en el centro del distrito y obtuvo el estatus de asentamiento de tipo urbano en 1965. En la joven ciudad comenzaron a aparecer distritos habitacionales, se construyeron muchos objetos de uso social, una biblioteca, una escuela, un hospital, una escuela de música, complejos deportivos, escuela de arte, cine. 
A partir del 23 de diciembre de 1993, la ciudad de Vulcănești pasó a formar parte de la Unidad Territorial de Gagaúzia.

## Demografía
La evolución de la población de Vulcanesti entre 1989 y 2014 fue la siguiente:
| 18 200                       | 14 775 | 12 252 | 12 185 |
| (Fuente: Localitati Moldova) |        |        |        |

Según el censo de 2004, los gagaúzos representaban el 70,25% de la población; los rumanos, el 11,31%; los rusos, el 7,67%; los ucranianos, el 5,46%; y los búlgaros de Besarabia, el 4,14%.

## Economía
El mayor empresa de la zona es la empresa “Terra Impex”, que fábrica mallas de fibra de vidrio para refuerzo. La producción anual de 30 millones de m2 de malla, la producción se exporta principalmente a la UE. El sector agrícola de la ciudad se especializa en la producción de uvas, frutas, verduras y carne. La zona económica libre de Vulcănești se encuentra en la frontera entre 3 países: Moldavia, Ucrania y Rumania. 

## Infraestructura

### Arquitectura, monumentos y lugares de interés
A la entrada de la ciudad se levanta un obelisco erigido en honor a la batalla de Cahul en 1770, cuando el ejército ruso destruyó al otomano. 

### Educación
El sistema educativo de la ciudad consta de 6 guarderías, 2 escuelas secundarias generales, un institut, la escuela secundaria teórica rusa y la escuela secundaria teórica rumana. También hay una escuela vocacional en la ciudad.

### Transporte
La estación de tren de Vulcanesti es un centro de transporte ferroviario que conecta Vulcanesti con Chisináu, Rumania y Ucrania. La ciudad está conectada con otros asentamientos mediante autobuses y ferrocarriles. La carretera de tránsito Bolgrado-Galati pasa por la ciudad. 

## Personas destacadas
- Veaceslav Posmac (1990): futbolista moldavo que juega de defensa en el Boluspor de la TFF Primera División.